# Степулов, Николай Михайлович
Никола́й Миха́йлович Степулов (эст. Nikolai Stepulov; 20 марта 1913, Нарва — 2 января 1968, Таллин) — эстонский боксёр, успешно выступавший в лёгкой и полусредней весовых категориях во второй половине 1930-х — первой половине 1940-х годов. Серебряный призёр летних Олимпийских игр в Берлине, обладатель серебряной медали чемпионата Европы, шестикратный чемпион Эстонии, чемпион Эстонской ССР. После окончания спортивной карьеры имел серьёзные проблемы с законом и умер в тюрьме.

## Биография
Николай Степулов родился 20 марта 1913 года в городе Нарва, Российская империя. Активно заниматься боксом начал в возрасте четырнадцати лет и вскоре стал одним из самых сильных боксёров Эстонии, проходил подготовку под руководством одного из основоположников эстонской школы бокса Нигуля Маатсоо.
Первого серьёзного успеха на ринге добился в 1931 году, когда на своих первых международных соревнованиях, на II Всемирной олимпиаде рабочих спортсменов в Вене, выиграл в лёгком весе бронзовую медаль. В 1933 году стал лучшим на чемпионате Эстонии, год спустя повторил это достижение и поучаствовал в состязаниях чемпионата Европы, прошедших в Будапеште. Выиграв ещё два эстонских чемпионата, удостоился права защищать честь страны на летних Олимпийских играх 1936 года в Берлине, где сумел дойти до финала, проиграв лишь венгру Имре Харанги. На момент Олимпиады он служил рядовым в эстонской армии и благодаря удачному выступлению был повышен в звании до сержанта.
В 1937 году в шестой раз подряд одержал победу на первенстве Эстонии, кроме того, съездил на европейское первенство в Милан и получил там серебряную медаль — в решающем матче проиграл немцу Херберту Нюрнбергу. Вскоре после этих соревнований решил попробовать себя на профессиональном уровне, провёл несколько боёв в Финляндии, Швеции, Дании и Германии, но без особого успеха. В 1940 году в связи с началом боевых действий на территории страны вынужден был завершить боксёрскую карьеру — всего в его профессиональном послужном списке 10 боёв, в том числе 4 окончены победой (3 досрочно), 5 поражением и один ничьей.
Когда в 1940 году в Эстонию вошли советские войска, добровольцем присоединился к советской армии и, будучи уже опытным военным, возглавил взвод солдат. 20 июля того же года в Таллине произошёл инцидент — представители Союза обороны Эстонии пришли на командный пункт, чтобы сдать оружие, но ответственный за охрану объекта Степулов отдал приказ открыть огонь на поражение. В результате начавшейся перестрелки погибли 17 человек и около дюжины получили ранения, бывший спортсмен был арестован и начало Великой Отечественной войны провёл за решёткой. Потом его отправили на фронт, а в 1942 году комиссовали.
В 1945 году после окончания войны попробовал возобновить карьеру боксёра, в частности выиграл первый чемпионат Эстонской ССР. Тем не менее, из-за возраста он уже не показывал выдающихся результатов и не мог выйти на всесоюзный уровень, поэтому вскоре окончательно ушёл из бокса. Завязав со спортом, долгое время не мог найти подходящую работу, временно трудоустраивался на фабрику, работал на лесоповале и на заготовке торфа, временами подрабатывал боксёрским тренером, выходил на ринг в качестве рефери. В какой-то момент Степулов начал злоупотреблять алкоголем, связался с криминальными элементами и в 1955 году был арестован за кражу со взломом — суд приговорил его к семи годам лишения свободы. За примерное поведение был освобождён после четырёх лет отсидки, но впоследствии ещё несколько раз нарушал закон и неоднократно привлекался к ответственности. В последние годы жизни страдал от болезни Паркинсона, умер 2 января 1968 года в больнице Таллинской центральной тюрьмы.